# Vae victis
Vae victis (albo Vae victus) – łac. „biada zwyciężonym” (l. poj. r. m.: vae victo) – zwrot łaciński. 
W 390 p.n.e. armia Galów prowadzona przez Brennusa zaatakowała Rzym zajmując całe miasto poza Kapitolem, który był długo oblegany. W końcu Rzymianie postanowili zapłacić okup (kontrybucję wojenną). Brennus domagał się 1000 rzymskich funtów (ok. 327 kg) złota.
Tytus Liwiusz w swojej książce Ab Urbe condita napisał, że Galowie dostarczyli wagę oraz odważniki. Rzymianie jednakże zauważyli, że odważniki są sfałszowane i odważyli się poinformować o tym Brennusa, który wyciągnął swój miecz, rzucił go na wagę i wykrzyknął: Vae victis!, zmuszając Rzymian aby zapłacili jeszcze więcej.
Zwrot został sparafrazowany jako Gloria Victis.